# Patología forense

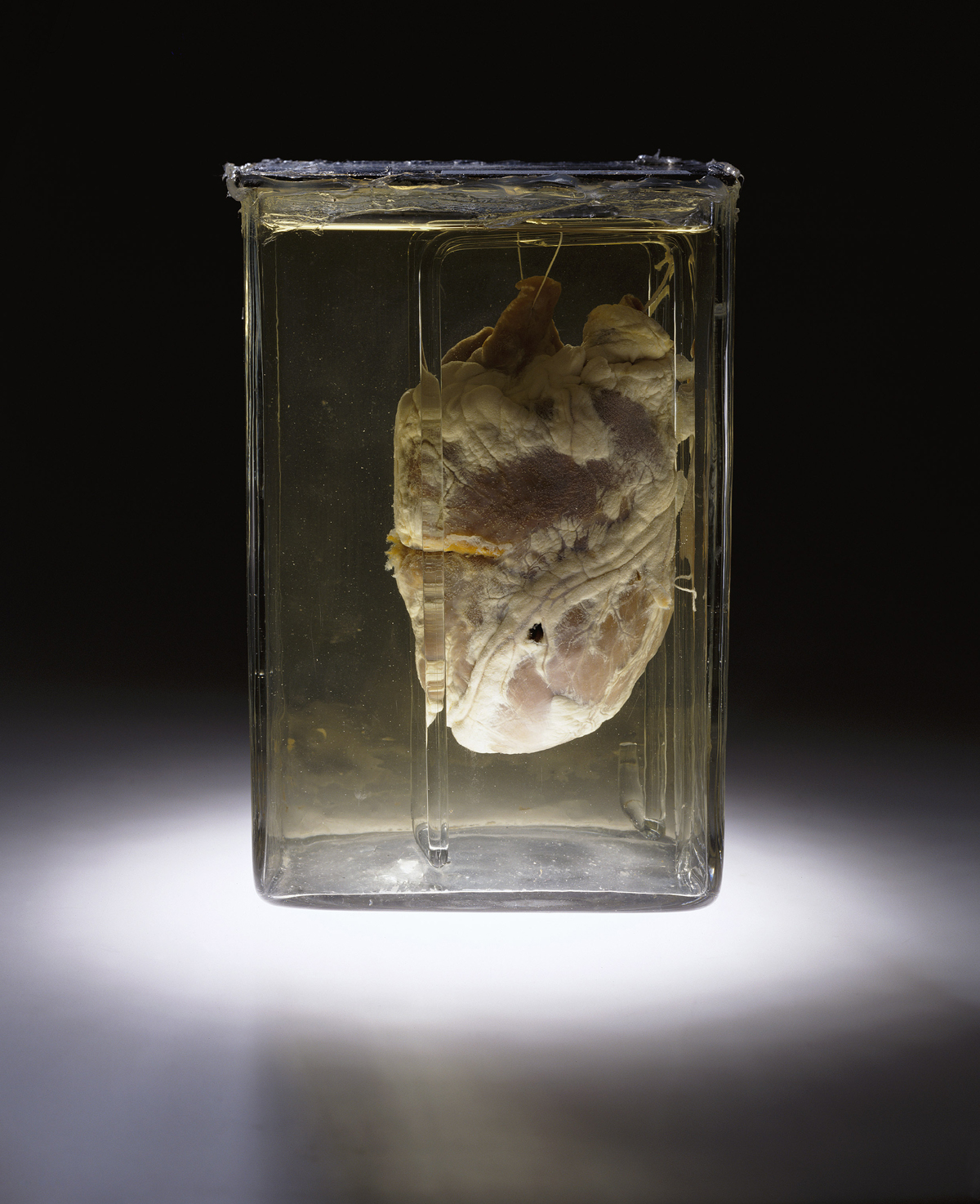
Corazón de un hombre, perforado por una bala, Nueva York, 1937.

Patología forense es la ciencia que ayuda a determinar la causa de la muerte en casos de autopsias obligatorias, normalmente en casos de muerte violenta o sospecha de delito. Se sirve de las mismas herramientas que la patología clínica convencional, aunque con un campo de aplicación y ciertos procedimientos propios, e incorpora también conocimientos y técnicas de otros campos, como la toxicología, la balística, la serología y la secuenciación de ADN.